# Stoffenrieder Forst
Stoffenrieder Forst är ett kommunfritt område i Landkreis Neu-Ulm i Regierungsbezirk Schwaben i förbundslandet Bayern i Tyskland.